# عثمان شيخلي إمام زاده قاراخليل باشا
عثمان شيخلي إمام زاده قاراخليل باشا ، الصدر الاعظم السابع للسلطنة العثمانية و الأول في عهد السلطان محمد الأول العثماني حيث دامت وزارته سبع سنوات . من 18 ديسمبر / كانون الأول 1406 حتى عام 1413.
والده يدعى حيدر باشا. مسقط رأسه هو أوسمانسيك، وهي مدينة جوروم الحالية. بعد هزيمة العثمانيين في معركة أنقرة على يد تيمورلنك و اسر السلطان بايزيد الاول و دخول الدولة في عهد الفترة ، ساعد خليل باشا السلطان محمد الأول في استتباب امور البلاد لصالح محمد الأول في صراعه مع اخوته على كرسي السلطنة، مما حدا بالسلطان ان عينه صدرا اعظم للدولة العثمانية.
تبوء ابنه محمد نظام الدين باشا منصب الصدر الأعظم بين عامي (1429-1438) في عهد السلطان مراد الثاني .